# Mimohod (Koračnica SPDU)
»Mimohod« (drugo ime »Koračnica SPDU«) je instrumentalna skladba slovenskega Policijskega orkestra iz leta 1982. Napisal jo je skladatelj Vinko Štrucl.

## SP v dvigovanju uteži 1982
Štrucl jo je napisal za potrebe Svetovnega prvenstva v dvigovanju uteži, ki je potekalo med 18. in 26 septembrom 1982 (en) v Ljubljani. Izdana je bila pri založbi Hartman.

## Slovenski protokol
Danes je bolj znana po tem, da se izvaja v okviru slovenskih protokolarnih prireditev, pri katerih sodeluje Policijski orkester, ki je tudi originalni izvajalec te skladbe, saj je ta orkester takrat Štrucl tudi vodil.